# Clase Portland
La clase Portland de cruceros pesados de la Armada de los Estados Unidos consistió de dos unidades: el Portland (1933) y el Indianapolis (1932). Ambos lucharon en la II Guerra Mundial y uno (el Indianapolis) fue hundido en 1945.

## Características
Crucero de 9950 t de desplazamiento, 186 m de eslora, 20 m de manga y 7 m de calado; una propulsión de 4× turbinas de vapor con 107 000 shp (velocidad 32,7 nudos); y de armas 9× cañones de 203 mm, 8× cañones de 127 mm y 8× cañones de 12,7 mm.

## Unidades
| Nombre       | Número | Constructor                       | Puesta de quilla      | Botadura               | Asignado                | Destino            |
| ------------ | ------ | --------------------------------- | --------------------- | ---------------------- | ----------------------- | ------------------ |
| Portland     | CA-33  | Bethlehem Steel                   | 17 de febrero de 1930 | 21 de mayo de 1932     | 23 de febrero de 1933   | Desguazado en 1959 |
| Indianapolis | CA-35  | New York Shipbuilding Corporation | 31 de marzo de 1930   | 7 de noviembre de 1931 | 15 de noviembre de 1932 | Hundido en 1945    |

## Historia de servicio
El USS Portland y USS Indianapolis participaron de la guerra en el frente del Pacífico desde el inicio del conflicto en diciembre de 1941. El navío fue hundido el 30 de julio de 1945 por dos torpedos del submarino japonés I-58; solamente 316 de las 1195 tripulantes sobrevivieron. El USS Portland por su parte fue de baja en 1946 y permaneció en reserva hasta su desguace en 1959.